# Vela als Jocs Olímpics d'estiu de 1948
Als Jocs Olímpics d'Estiu de 1948 celebrats a la ciutat de Londres (Regne Unit) es disputaren cinc proves de vela. La competició se celebrà entre els dies 3 i 12 d'agost a Torquay, població situada a la costa sud-oest d'Anglaterra.

## Resum de medalles
| Prova            | Or                                                                                                 | Argent | Bronze                                                                                           |
| 6 metres Detalls | Estats Units · LlanoriaHerman Whiton · Alfred Loomis · James Weekes · James Smith · Michael Mooney | Argentina · DjinnEnrique Sieburger · Emilio Homp · Rufino Rodríguez · Rodolfo Rivademar · Julio Sieburger · Enrique Sieburger | Suècia · Ali Baba IITore Holm · Torsten Lord · Martin Hindorff · Carl Robert Ameln · Gösta Salén |
| Dragon Detalls   | Noruega · PanThor Thorvaldsen · Sigve Lie · Håkon Barfod                                           | Suècia · SlaghökenFolke Bohlin · Hugo Johnson · Gösta Brodin                                                                  | Dinamarca · SnapWilliam Berntsen · Ole Berntsen · Klaus Baess                                    |
| Firefly Detalls  | Paul Bert Elvstrøm                                                                                 | Ralph Evans | Koos de Jong                                                                                     |
| Star Detalls     | Estats Units · HilariusHilary Smart · Paul Smart                                                   | Cuba · Kurush IIICarlos Culmell · Carlos Pla                                                                                  | Països Baixos · StaritaBob Maas · Eddy Stutterheim                                               |
| Swallow Detalls  | Regne Unit · SwiftStewart Morris · David Bond                                                      | Portugal · SymphonyDuarte Bello · Fernando Pinto                                                                              | Estats Units · MargaretLockwood Pirie · Owen Torrey                                              |

## Medaller
| Posició | País          | Or | Argent | Bronze | Total |
| 1       | Estats Units  | 2  | 1      | 1      | 4     |
| 2       | Dinamarca     | 1  | 0      | 1      | 2     |
| 3       | Noruega       | 1  | 0      | 0      | 1     |
| 3       | Regne Unit    | 1  | 0      | 0      | 1     |
| 5       | Suècia        | 0  | 1      | 1      | 2     |
| 6       | Argentina     | 0  | 1      | 0      | 1     |
| 6       | Cuba          | 0  | 1      | 0      | 1     |
| 6       | Portugal      | 0  | 1      | 0      | 1     |
| 9       | Països Baixos | 0  | 0      | 2      | 2     |